# Jan-Derek Sørensen
Jan-Derek Sørensen (ur. 28 grudnia 1971 w Oslo) – piłkarz norweski grający na pozycji prawego pomocnika. W reprezentacji Norwegii rozegrał 21 meczów.

## Kariera klubowa
Karierę piłkarską Sørensen rozpoczął w klubie Lyn Fotball. W 1992 roku zadebiutował w jego barwach w pierwszej lidze norweskiej. W 1993 roku spadł z Lyn do drugiej ligi i w zespole Lyn grał w niej przez jeden sezon.
W 1995 roku Sørensen zmienił klub i został zawodnikiem klubu FK Bodø/Glimt. W klubie tym występował przez 3 lata, a w 1998 roku odszedł do Rosenborga Trondheim. Zawodnikiem Rosenborga był przez 3 sezony. W latach 1998–2000 trzykrotnie z rzędu wywalczył mistrzostwo Norwegii. W 1999 roku zdobył też Puchar Norwegii.
Na początku 2001 roku Sørensen przeszedł do Borussii Dortmund. W Bundeslidze zadebiutował 27 stycznia 2001 w wygranym 2:0 domowym meczu z Energie Cottbus. W 2002 roku wywalczył z Borussią mistrzostwo Niemiec, a także dotarł z nią do finału Pucharu UEFA. Nie wystąpił jednak w przegranym 2:3 finale z Feyenoordem.
W 2003 roku Sørensen wrócił do Norwegii, do zespołu Lyn Fotball. Występował w nim przez 3 lata. W 2006 roku trafił do Vålerenga Fotball. W 2008 roku przeszedł z Vålerengi do FK Bodø/Glimt. Po 2 sezonach gry w tym klubie zakończył karierę piłkarską.
| Sezon   | Klub              | Kraj     | Rozgrywki    | Mecze | Bramki |
| ------- | ----------------- | -------- | ------------ | ----- | ------ |
| 1992    | Lyn Fotball       | Norwegia | Tippeligaen  | 11    | 1      |
| 1993    | Lyn Fotball       | Norwegia | Tippeligaen  | 17    | 0      |
| 1994    | Lyn Fotball       | Norwegia | Adeccoligaen | ?     | ?      |
| 1995    | FK Bodø/Glimt     | Norwegia | Tippeligaen  | 26    | 12     |
| 1996    | FK Bodø/Glimt     | Norwegia | Tippeligaen  | 17    | 4      |
| 1997    | FK Bodø/Glimt     | Norwegia | Tippeligaen  | 26    | 3      |
| 1998    | Rosenborg BK      | Norwegia | Tippeligaen  | 25    | 5      |
| 1999    | Rosenborg BK      | Norwegia | Tippeligaen  | 23    | 11     |
| 2000    | Rosenborg BK      | Norwegia | Tippeligaen  | 20    | 4      |
| 2000/01 | Borussia Dortmund | Niemcy   | Bundesliga   | 9     | 0      |
| 2001/02 | Borussia Dortmund | Niemcy   | Bundesliga   | 15    | 0      |
| 2003    | Lyn Fotball       | Norwegia | Tippeligaen  | 24    | 7      |
| 2004    | Lyn Fotball       | Norwegia | Tippeligaen  | 22    | 9      |
| 2005    | Lyn Fotball       | Norwegia | Tippeligaen  | 23    | 7      |
| 2006    | Vålerenga Fotball | Norwegia | Tippeligaen  | 20    | 9      |
| 2007    | Vålerenga Fotball | Norwegia | Tippeligaen  | 21    | 0      |
| 2008    | FK Bodø/Glimt     | Norwegia | Tippeligaen  | 21    | 6      |
| 2009    | FK Bodø/Glimt     | Norwegia | Tippeligaen  | 23    | 1      |

## Kariera reprezentacyjna
W reprezentacji Norwegii Sørensen zadebiutował 8 września 1999 roku w wygranym 4:0 spotkaniu eliminacji do Euro 2000 ze Słowenią. Grał też m.in. w eliminacjach do MŚ 2002 i MŚ 2006. Od 1999 do 2004 roku wystąpił w kadrze narodowej 21 razy.
| Mecze i gole w reprezentacji | Mecze i gole w reprezentacji | Mecze i gole w reprezentacji | Mecze i gole w reprezentacji | Mecze i gole w reprezentacji | Mecze i gole w reprezentacji | Mecze i gole w reprezentacji |
| #                            | Data                         | Stadion                      | Rywal                        | Wynik                        | Gol                          | Rozgrywki                    |
| 1999                         | 1999                         | 1999                         | 1999                         | 1999                         | 1999                         | 1999                         |
| ---------------------------- | ---------------------------- | ---------------------------- | ---------------------------- | ---------------------------- | ---------------------------- | ---------------------------- |
| 1.                           | 08.09.1999                   | Oslo, Norwegia               | Słowenia                     | 4:0                          | 0                            | el. ME 2000                  |
| 2.                           | 14.11.1999                   | Oslo, Norwegia               | Niemcy                       | 0:1                          | 0                            | towarzyski                   |
| 2000                         |                              |                              |                              |                              |                              |                              |
| 3.                           | 31.01.2000                   | La Manga, Hiszpania          | Islandia                     | 0:0                          | 0                            | towarzyski                   |
| 4.                           | 02.02.2000                   | La Manga, Hiszpania          | Dania                        | 4:2                          | 0                            | towarzyski                   |
| 5.                           | 29.03.2000                   | Lugano, Szwajcaria           | Szwajcaria                   | 2:2                          | 0                            | towarzyski                   |
| 6.                           | 26.04.2000                   | Oslo, Norwegia               | Belgia                       | 0:2                          | 0                            | towarzyski                   |
| 2001                         |                              |                              |                              |                              |                              |                              |
| 7.                           | 15.08.2001                   | Oslo, Norwegia               | Turcja                       | 1:1                          | 0                            | towarzyski                   |
| 8.                           | 01.09.2001                   | Chorzów, Polska              | Polska                       | 0:3                          | 0                            | el. MŚ 2002                  |
| 9.                           | 05.09.2001                   | Oslo, Norwegia               | Walia                        | 3:2                          | 0                            | el. MŚ 2002                  |
| 10.                          | 06.10.2001                   | Erywań, Armenia              | Armenia                      | 4:1                          | 0                            | el. MŚ 2002                  |
| 2002                         |                              |                              |                              |                              |                              |                              |
| 11.                          | 13.02.2002                   | Bruksela, Belgia             | Belgia                       | 0:1                          | 0                            | towarzyski                   |
| 12.                          | 27.03.2002                   | Tunis, Tunezja               | Tunezja                      | 0:0                          | 0                            | towarzyski                   |
| 13.                          | 17.04.2002                   | Oslo, Norwegia               | Szwecja                      | 0:1                          | 0                            | towarzyski                   |
| 14.                          | 14.05.2002                   | Oslo, Norwegia               | Japonia                      | 3:0                          | 0                            | towarzyski                   |
| 2004                         |                              |                              |                              |                              |                              |                              |
| 15.                          | 22.01.2004                   | Hongkong, Hongkong           | Szwecja                      | 3:0                          | 0                            | towarzyski                   |
| 16.                          | 25.01.2004                   | Hongkong, Hongkong           | Honduras                     | 3:1                          | 0                            | towarzyski                   |
| 17.                          | 28.01.2004                   | Singapur, Singapur           | Singapur                     | 5:2                          | 0                            | towarzyski                   |
| 18.                          | 18.08.2004                   | Oslo, Norwegia               | Belgia                       | 2:2                          | 0                            | towarzyski                   |
| 19.                          | 04.09.2004                   | Palermo, Włochy              | Włochy                       | 1:2                          | 0                            | el. MŚ 2006                  |
| 20.                          | 05.09.2004                   | Oslo, Norwegia               | Białoruś                     | 1:1                          | 0                            | el. MŚ 2006                  |
| 21.                          | 09.10.2004                   | Glasgow, Szkocja             | Szkocja                      | 1:0                          | 0                            | el. MŚ 2006                  |